# État-major général de l'armée hellénique
 (mars 2024).
Si vous disposez d'ouvrages ou d'articles de référence ou si vous connaissez des sites web de qualité traitant du thème abordé ici, merci de compléter l'article en donnant les références utiles à sa vérifiabilité et en les liant à la section « Notes et références ».
L'état-major général de l'armée hellénique, (en grec moderne : Γενικό Επιτελείο Στρατού / Genikó Epitelío Stratoú), est l'état-major de l'Armée hellénique, composante terrestre des Forces armées grecques. Il est créé en 1904. Depuis 1950, il est subordonné à l'état-major de la défense nationale hellénique (en). Le chef de l'état-major général de l'armée hellénique est le chef de l'armée hellénique. 